# František Kaňka
František Maxmilián Kaňka (Praga, 9 agosto 1674 – Praga, 14 luglio 1766) è stato un architetto ceco.
È famoso per i suoi restauri di palazzi e castelli nobiliari in Boemia, e per la costruzione di chiese e altri edifici religiosi, principalmente in stile barocco. Tra i suoi lavori, si ricordano:
- la ristrutturazione del Krásný Dvůr;
- la ristrutturazione e l'innalzamento dei campanili della chiesa di San Salvatore (1714);
- la costruzione della torre del Clementinum di Praga con Anselmo Lurago (1720);
- l'interno di Palazzo Černín a Praga
- la ristrutturazione di alcune chiese a Třebíč (1730);
- la costruzione della cattedrale di Santa Barbara a Kutná Hora (1735).
- la costruzione del castello di Veltrusy (1754)

## Galleria di fotografie di opere di František Maxmilián Kaňka

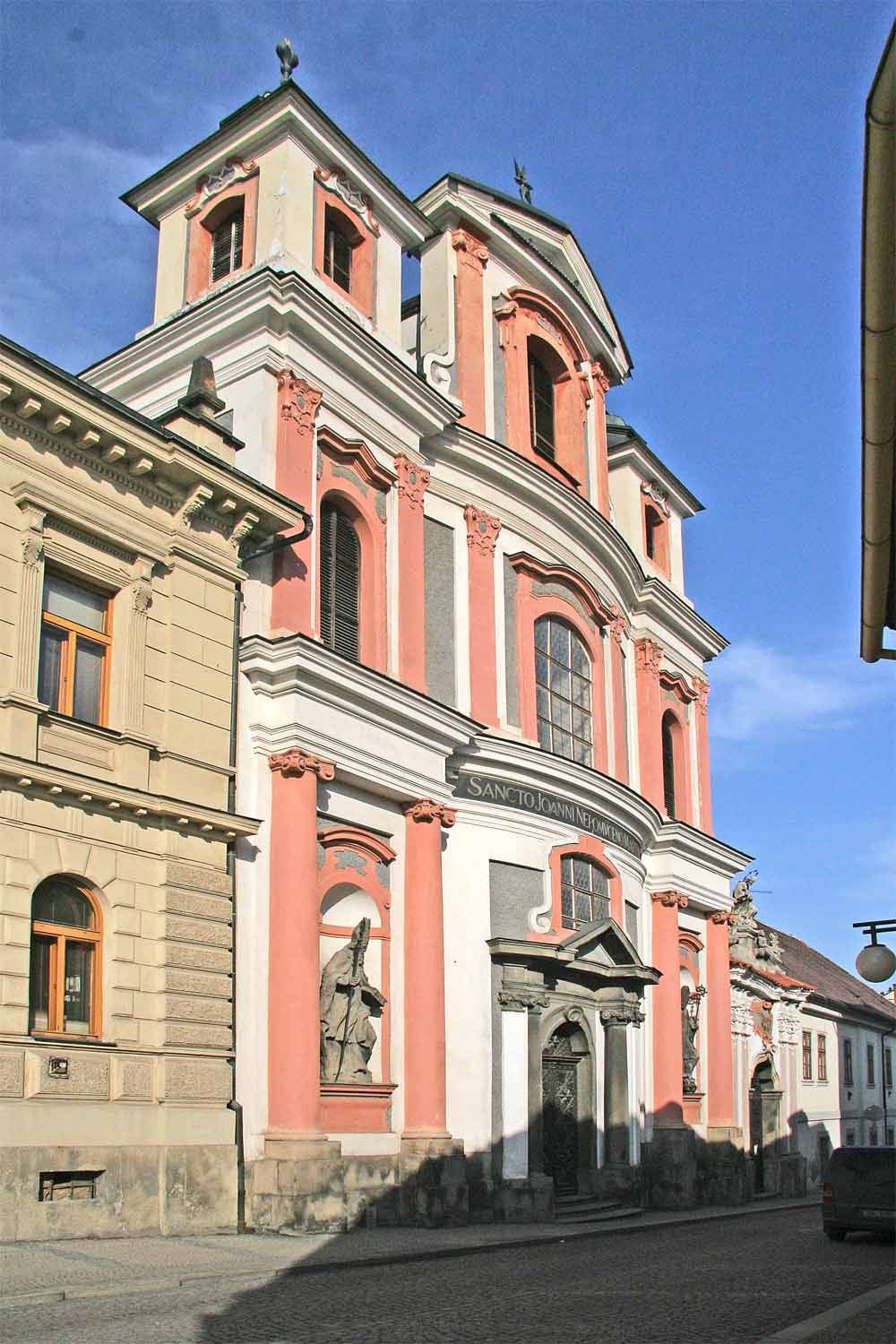
Chiesa di San Giovanni da Nepomuk a Kutná Hora
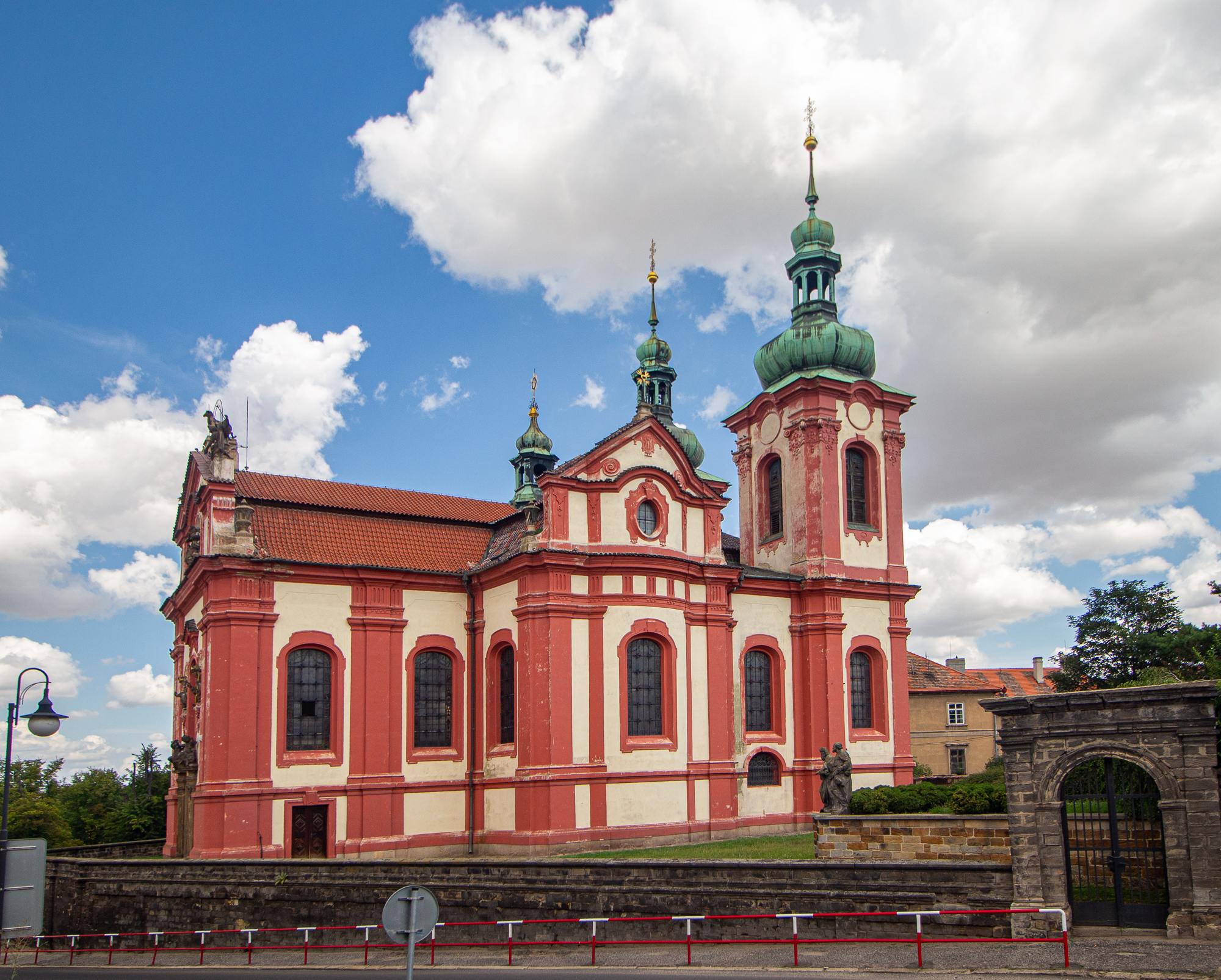
Chiesa dell'Assunzione della Vergine Maria a Zlonice
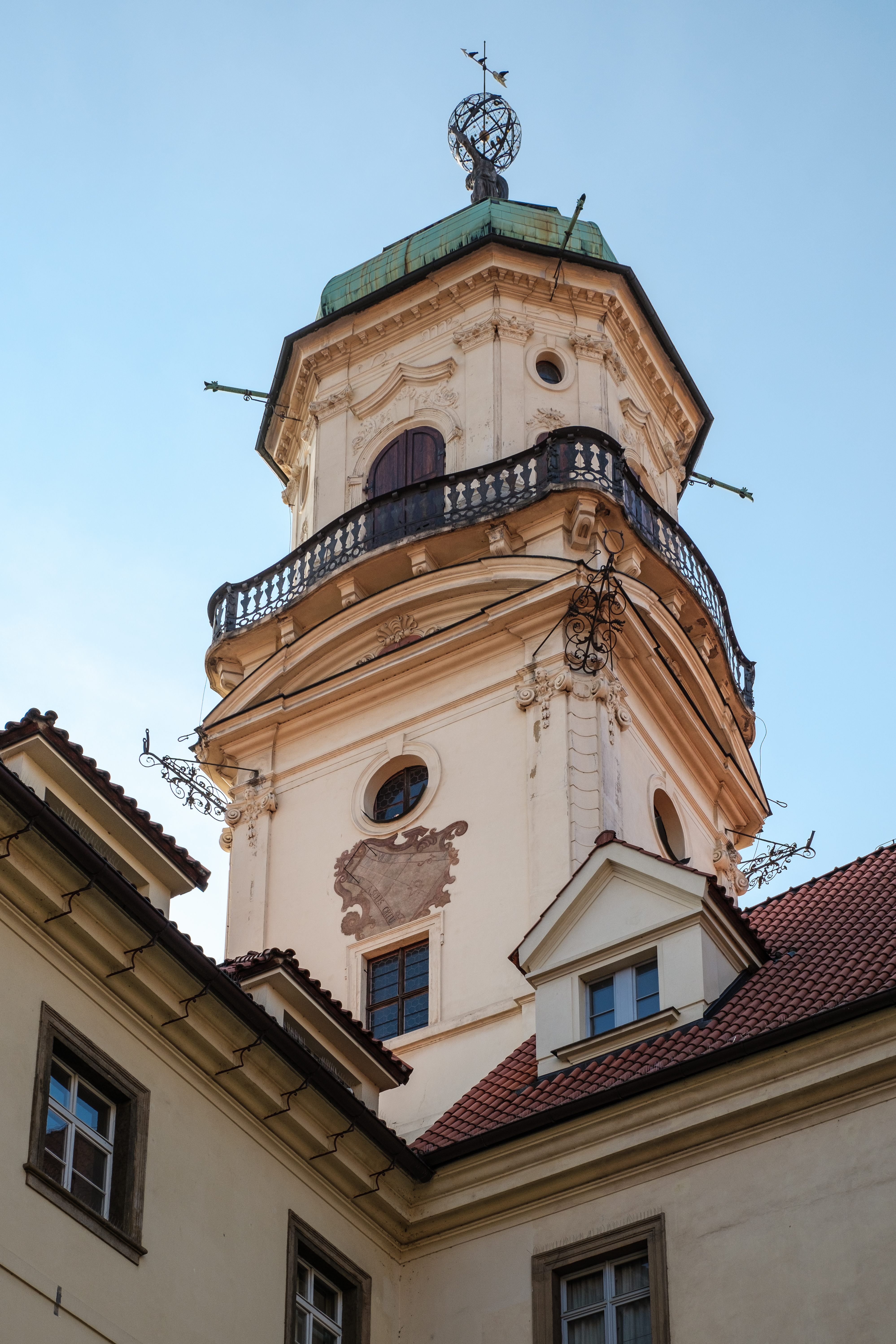
Torre astronomica del Clementinum di Praga
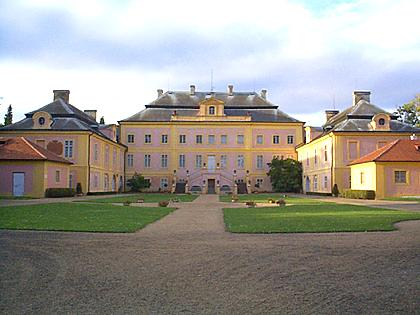
Castello di Krásný Dvůr
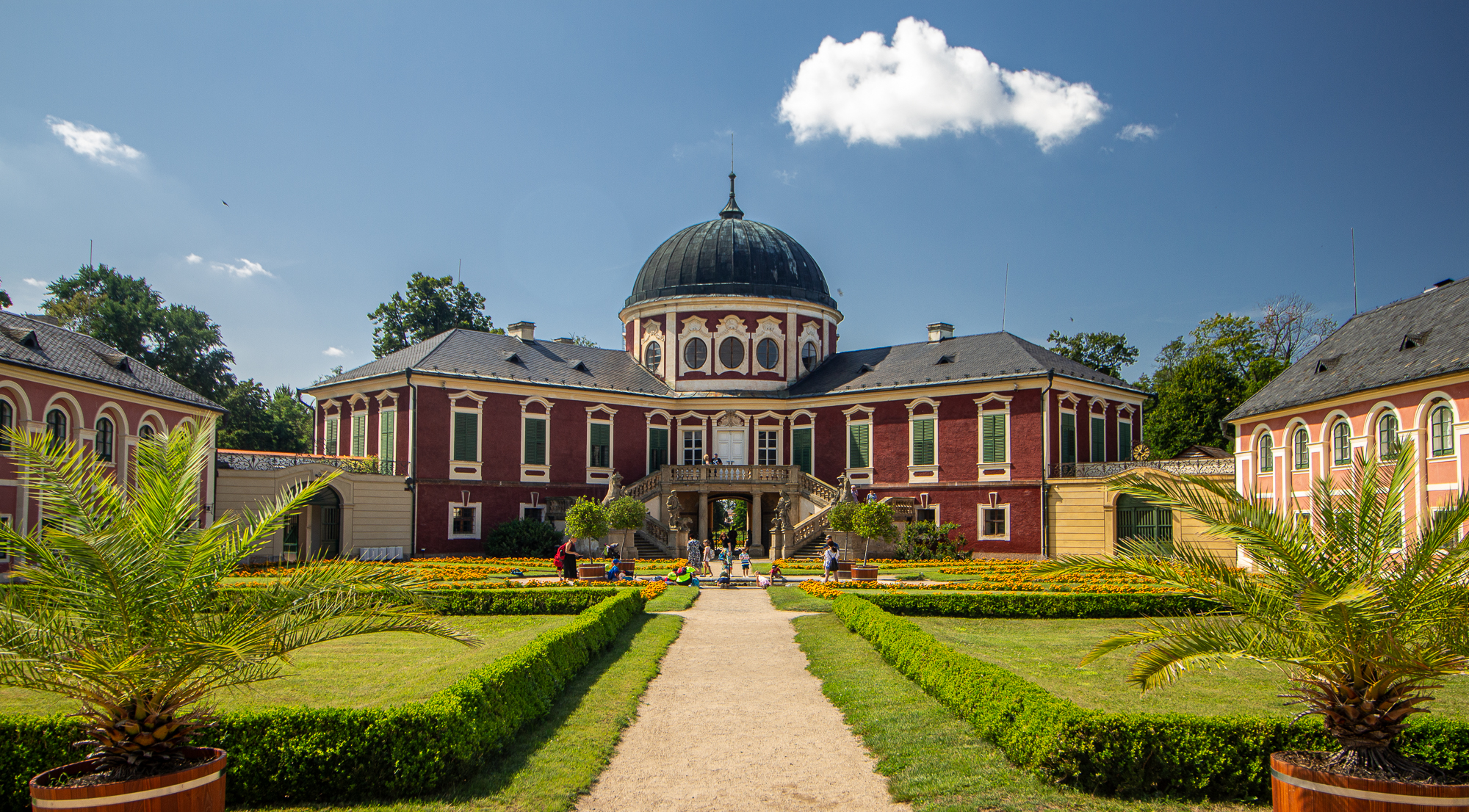
Castello di Veltrusy